# Lista de séries animadas transmitidas pelo SBT
Esta lista abrange todos os desenhos animados e series que ja foram exibidas e as que estão sendo exibidas  atualmente em transmissão pelos programas infantis do SBT, tem nesta lista desenhos e series exibidos no Sábado Animado. e bom dia e cia  Suas animações atuais são em maior parte licenciandas pela Mattel, Warner Bros. Animation, Nickelodeon,Cartoon network,Toei animation e tv tokio

## Sábado Animado
O programa atualmente é dividido em dois blocos, televisão terrestre primeiro horário de programação é 6:00 e até 11:00 e via satélite segue segundo horário de programação é 6 horas e até meio-dia e meio (12:30).
Segue uma proposta semelhante ao do Bom Dia & Cia, porém reprisando mais animações clássicas e normalmente estreado animações de comédia recentes. Nesse programa também é costumado transmitir alguns filmes de animação. Sua programação constantemente muda a cada semana.
A Grade de programação do Sábado Animado pode ser verificado no web site SBT ou rede social facebook.

## Séries anteriores
- Tom & Jerry
- Tom & Jerry (versão de 1980)
- Tom & Jerry Kids (também apresentado como Os Filhos de Tom & Jerry)
- Pica Pau
- O Novo Pica Pau
- Popeye (1961)
- O Novo Show do Popeye
- Droopy
- Dennis, o Pimentinha
- Pestinha e Feroz
- Bananaman
- David, o Gnomo
- Era Uma Vez...
- ThunderCats (1985)
- Sonic the Hedgehog (SatAM)
- Sonic Underground
- O Rei do Pedaço
- Os Simpsons[3]
- A Pantera Cor-de-rosa
- Barbie: Life in the Dreamhouse
- Ever After High
- Monster High
- X-Men: Evolution[4]
- Max Steel
- Rainbow Ruby
- Gato Félix (1958)
- Muppet Babies
- Kissyfur
- Os Fantasmas
- Ursinhos Carinhosos
- Punky
- Snoopy
- Carmen Sandiego
- O Fantástico Mundo de Bobby
- Os Valentes Cowboys de Moo Mesa
- Mega Man (1994)
- Nossa Turma
- ALF: A Série Animada
- Inspetor Bugiganga
- O Garoto Bugiganga
- Os Fantasmas se Divertem
- O Máskara
- O Clube das Winx
- Lola & Virginia
- Fennec
- Chaves em Desenho Animado
- Nutri Ventures
- Max: O Início
- Hot Wheels Battle Force 5
- Thomas & Seus Amigos
- Masha e o Urso
- O Espetacular Homem-Aranha
- Três Espiãs Demais
- Os Incríveis Espiões
- Velozes & Furiosos – Espiões do Asfalto
- moranguinho
- frutilita
- marcelino pão e vinho
- vegietales
- lazy town
- barney e seus amigos
- bananas de pijamas
- um maluco no pedaço
- the little clowns of happytown
- a familia camudongo
- cleo e cuquin
- liga de mutantes
- the oz kids
- os craques da bola
- archie e seus misterios
- mr bumpy
- road rovers
- superbook(2018)
- parque patati patata
- thomas & seus amigos trens a todo vapor!
- barbie dreamhouse adventures
- barbie dreamtopia
- barbie nos duas juntas
- barbie aventura de verão
- barbie um toque de magica
- os garotinhos
- patrulha canina
- histeria
- glitter model
- monster high (2022)
- rainbow high
- ace ventura (desenho animado)
- loucademia de policia( desenho animado)
- os 6 bionicos
- silverhawks
- bozo(a serie animada)
- trolls a festa continua
- turbo fast
- top wing
- enchantimals
- dinotrux
- Dragões corrida até o limite
- poly pocket
- poly pocket(2018)
- robocarpoli
- a turma da floresta
- as novas aventuras do gasparzinho
- team hot wheels
- hot wheels city
- matchbox adventures
- jurassic World acampamento jurassico
- minha primeira barbie
- barbie vida na cidade
- a bruxinha sabrina

### Séries da Disney
- A Turma do Pateta
- Timão e Pumba
- Quack Pack
- Uma Turma da Pesada
- Marsupilami
- Bonkers
- totalmente sem sal
- Sardinha e Filé
- Os Super Patos
- As Novas Aventuras do Ursinho Pooh (por vezes escrito como Ursinho Puff)
- Tico e Teco e os Defensores da Lei
- A Pequena Sereia
- Aladdin
- Buzz Lightyear do Comando Estelar
- Hercules
- A Lenda de Tarzan
- 101 Dálmatas
- OK Mundongo da Disney
- O Point do Mickey
- A Casa do Mickey Mouse
- Mickey: Aventuras Sobre Rodas
- Doug (versão da Disney)
- Os Pesadelos de Ned
- Ana Pimentinha
- Hora do Recreio
- Amendoim, Paçoca e Geléia
- Lloyd no Espaço
- DuckTales
- DuckTales (2017)[5]
- A Guarda do Leão
- Princesinha Sofia
- Elena de Avalor
- Os 7A
- Doutora Brinquedos
- Jake e os Piratas da Terra do Nunca
- Enrolados Outra Vez: A Série
- as visões da raven
- gargulas
- ana pimentinha

### Séries da Hanna-Barbera
- Scooby-Doo, Cadê Você?
- Os Novos Filmes do Scooby-Doo!
- O Show de Scooby-Doo!
- Scooby-Doo e Scooby-Loo
- Os 13 Fantasmas de Scooby-Doo
- O Pequeno Scooby-Doo
- Os Flintstones
- Os Flintstone Kids
- Os Caverninhas
- Os Jetsons
- Corrida Maluca
- Dick Vigarista & Mutley
- Zé Colmeia
- A Turma do Zé Colmeia
- A Corrida Espacial do Zé Colmeia
- Zé Colmeia e os Caça-Tesouros
- A Turminha do Zé Colmeia
- Manda Chuva
- Jambo e Ruivão
- Maguila Gorila
- Pepe Legal
- Capitão Caverna e as Panterinhas
- capitão caverna e caverninha
- Jonny Quest
- O Poderoso Hércules
- Pac-Man: O Comilão
- Superamigos
- A Família Addams (1992)
- Bibo Pai e Bobi Filho (como Bobby Pai e Bobby Filho)
- Wally Gator
- Os Filhos da Pantera Cor-de-Rosa
- Frankenstein Jr.
- Os Cãezinhos do Canil
- Cavalo de Fogo
- a formiga atômica
- Os Apuros de Penélope Charmosa
- Riquinho
- debi e loide(desenho animado)
- hong kong phoey
- tutubarão

### Séries da Warner
- Looney Tunes/Merrie Melodies (Pernalonga, Papa-Léguas, Patolino, Piu-Piu e Frajola, Frangolino, Gaguinho...)
- Tiny Toon
- Taz-Mania
- Os Mistérios de Piu-Piu & Frajola
- Baby Looney Tunes
- Duck Dodgers
- O Show dos Looney Tunes
- Pinky & Cérebro
- Pinky, Felícia & Cérebro
- Free Willy
- Liga da Justiça
- Liga da Justiça Ação
- Super Choque
- Projeto Zeta
- Krypto, o Supercão
- Jovens Titãs
- Os Jovens Titãs em Ação
- DC Super Hero Girls
- As Aventuras de Tom e Jerry
- O Show de Tom & Jerry
- ThunderCats (2011)
- O Que Há de Novo, Scooby-Doo?
- Salsicha e Scooby Atrás das Pistas
- Scooby-Doo! Mistério S/A
- Histórias de Bombeiros
- perninhas em obras
- lanterna verde
- corrida maluca(2017)
- scooby--doo & convidados
- yabba-dabba dinossauros
- freakazoid
- krypto o supercão!
- o batman do futuro
- batman os bravos e destemidos
- justiça jovem
- batwheels

### Séries da Cartoon Network
- Dois Cachorros Bobos
- O Laboratório de Dexter
- A Vaca e o Frango
- Eu Sou o Máximo
- As Meninas Superpoderosas (1998)
- As Meninas Superpoderosas (2016)
- Du, Dudu e Edu
- Coragem, o Cão Covarde
- Esquadrão do Tempo
- Sheep na Cidade Grande
- Mike, Lu & Og
- Samurai Jack
- KND - A Turma do Bairro
- Megas XLR
- Hi Hi Puffy AmiYumi
- Mansão Foster para Amigos Imaginários
- Meu Amigo da Escola é um Macaco
- Ben 10 (2005)
- Ben 10: Força Alienígena
- Ben 10: Supremacia Alienígena
- Ben 10: Omniverse
- Ben 10 (2017)
- Andy e seu Esquilo
- A Vida e as Aventuras de Juniper Lee
- Mutante Rex
- Sábados Secretos
- Chowder
- As Trapalhadas de Flapjack
- Hora de Aventura
- O Incrível Mundo de Gumball
- duelo xaollin
- mucha lucha

### Séries da Nickelodeon
- Doug (versão da Nickelodeon)
- Os Anjinhos
- A Vida Moderna de Rocko
- A Lenda de Korra
- Os Pinguins de Madagascar
- Kung Fu Panda: Lendas do Dragão Guerreiro
- Bob Esponja
- Sam e cat
- Kenan e kel
- Henry danger
- The thundermans
- As tartarugas ninja(2012)
- O despertar das tartarugas ninjas
- Os padrinhos magicos
- Avatar a lenda de aang
- montros vs aliens
- How to Rock.
- marvin marvin

### Anime
- Angel, a Menina das Flores
- As Aventuras de Cacá
- Fábulas da Floresta Verde
- Gênio Maluco
- Marco
- Heidi
- As Aventuras do Pequeno Príncipe
- Saber Rider
- Favos de Mel/Honey Honey
- Luluzinha e Seus Pequenos Amigos
- Rei Arthur
- Fly: O Pequeno Guerreiro
- Guerreiras Mágicas de Rayearth
- Dragon Ball
- Street Fighter II V
- Let's & Go[6]
- Naruto[7]
- One Piece[8]
- As Meninas Superpoderosas: Geração Z
- Blue Dragon[9]
- Turning Mecard
- Bakugan: Battle Planet
- beyblade x

### Séries nacionais
- Peixonauta[10]
- Carrossel (série animada)
- Zuzubalândia
- O show da luna
- Galinha pintadinha mini
- Zuzubalandia(1998)
- Turma da monica
- Tuca o mestre cuca
- Boris e rufus
- Esquadrão do mar azul